# Saison 5 des 100
Chronologie
Saison 4 Saison 6
La cinquième saison des 100 (The 100), série télévisée américaine, est constituée de treize épisodes et a été diffusée du 24 avril 2018 au 7 août 2018 sur The CW, aux États-Unis.

## Synopsis
Six ans et quelques jours après que Praimfaya ait ravagé 96% de la surface de la terre, Clarke et Madi, la mystérieuse jeune fille qui l'accompagne, voient un vaisseau de prisonniers atterrir sur la Terre et ses occupants sont bien déterminés à y vivre.

## Distribution

### Acteurs principaux
- Eliza Taylor-Cotter (VF : Karine Foviau) : Clarke Griffin
- Paige Turco (VF : Emmanuèle Bondeville) : Abigail « Abby » Griffin
- Bob Morley (VF : Alexandre Guansé) : Bellamy Blake
- Marie Avgeropoulos (VF : Alice Taurand) : Octavia Blake
- Lindsey Morgan (VF : Daniela Labbé-Cabrera) : Raven Reyes
- Christopher Larkin (VF : Adrien Larmande) : Monty Green
- Richard Harmon (VF : Alexis Tomassian) : John Murphy
- Tasya Teles (VF : Ludivine Maffren) : Echo
- Isaiah Washington (VF : Jean-Paul Pitolin) : Thelonious Jaha (épisodes 1 et 2)
- Henry Ian Cusick (VF : Bruno Choël) : Marcus Kane

### Acteurs récurrents
- Jarod Joseph (VF : Romain Altché) : Nathan Miller (10 épisodes)
- Adina Porter (VF : Maïk Darah) : Indra (10 épisodes)
- Lola Flanery (VF : Fanny Bloc) : Madi (11 épisodes)
- Ivana Miličević (VF : Marie Bouvier) : Charmaine Diyoza (10 épisodes)
- William Miller (en) (VF : Jérôme Pauwels) : Paxton « Graveyard » McCreary (10 épisodes)
- Chelsey Reist (VF : Nastassja Girard) : Harper McIntyre (10 épisodes)
- Jordan Bolger (VF : Nathanel Alimi) : Miles Shaw (9 épisodes)
- Luisa D'Oliveira (VF : Olivia Luccioni) : Emori (8 épisodes)
- Tati Gabrielle (VF : Youna Noiret) : Gaia (8 épisodes)
- Kyra Zagorsky (VF : Marie Zidi) : Kara Cooper (8 épisodes)
- Sachin Sahel (VF : Stéphane Fourreau) : Eric Jackson (7 épisodes)
- Jessica Harmon (VF : Armelle Gallaud) : Niylah (6 épisodes)
- Barbara Beall : Brell (6 épisodes)
- Mike Dopud (VF : Ali Guentas) : Michael Vinson (5 épisodes)
- St John Myers : Ethan Hardy (4 épisodes)

### Invités
Sauf indication contraire, les informations mentionnées dans cette section peuvent être confirmées par la base de données cinématographiques IMDb,  présente dans la section « Liens externes ».
- Lina Renna : Madi, jeune (épisode 1)
- Paul Lazenby : le guerrier natif (épisode 1)
- Beckham Skodje : Ethan Hardy, jeune (épisode 2)
- Anousha Alamian : le délégué de Delphi (épisode 2)
- Elfina Luk : Rankin (épisode 3)
- Mike Kovac : Rab
- Glynis Davies : la femme âgée d'Azgeda (épisode 6)
- Erica Cerra (VF : Hélène Bizot) : Becca (épisode 10)
- Shannon Kook (VF : Julien Crampon) : Jordan Jasper Green (épisode 13)

## Production

### Développement
Le 10 mars 2017, la série a été renouvelée pour une cinquième saison de treize épisodes, pour une diffusion à la mi-saison.
Le tournage a débuté le 14 août 2017 au Canada et devrait se terminer le 29 janvier 2018.

### Attribution des rôles
En mai 2017, Isaiah Washington, annonce son départ de la série à l'issue de la quatrième saison mais reste finalement dans la série. Le même mois, Tasya Teles (Echo), invitée puis récurrente, a obtenu le statut de principale pour la cinquième saison.
En août 2017, Lola Flanery a été choisie pour reprendre le rôle de Madi, Jordan Bolger pour jouer celui de Zeke Shaw et Ivana Miličević, le rôle récurrent de Charmaine Diyoza lors de cette saison. Le showrunner Jason Rothenberg a ensuite annoncé que pour des raisons légales, Zeke avait été renommé Miles.
En septembre 2017, William Miller (en) a obtenu le rôle récurrent de Robert McCreary, renommé ensuite Paxton « Graveyard » McCreary lors de cette saison.
En décembre 2017, Mike Dopud a obtenu un rôle récurrent lors de cette saison.

### Diffusions
Aux États-Unis, elle sera diffusée à partir du 24 avril 2018 sur The CW.
Au Canada, un nouvel épisode sera disponible sur Netflix, le lendemain de la diffusion américaine.

## Liste des épisodes

### Épisode 1:L'Éden
- États-Unis : 24 avril 2018 sur The CW[2]
- Canada : 25 avril 2018 sur Netflix
- France : 9 octobre 2018 sur Syfy France[13]

- États-Unis : 1,43 million de téléspectateurs[14] (première diffusion)

- Jarod Joseph (Nathan Miller)
- Sachin Sahel (Eric Jackson)
- Chelsey Reist (Harper McIntyre)
- Adina Porter (Indra)
- Luisa D'Oliveira (Emori)
- Jessica Harmon (Niylah)
- Tati Gabrielle (Gaia)
- Lola Flanery (Madi)
- Ivana Miličević (Charmaine Diyoza)
- William Miller (en) (Paxton McCreary)
- Jordan Bolger (Miles Shaw)
- Lina Renna (Madi, jeune)
- Paul Lazenby (le guerrier natif)

Sortie des ruines du bunker 42 jours après l'apocalypse, Clarke tente de survivre sur une Terre déserte et brûlée, anéantie par Praimfaya. Seule, elle erre entre Polis où elle ne parvient pas à dégager un accès au bunker de la Seconde Aube, Arkadia, et tous les territoires ayant appartenu jadis à la coalition, pour tenter de contacter l'Anneau de l'Arche où se trouvent Raven, Murphy, Emori, Monty, Harper, Bellamy et Echo, jusqu'à ce qu'un voile radioactif similaire à celui déployé par le Mont Weather détruise les panneaux solaires qui alimentaient son 4x4. Désormais sans aucun moyen de transport et n'étant plus capable de se nourrir ou de s'hydrater, elle songe au suicide lorsque, par hasard, elle trouve « Eden » : les 4 % de la planète épargnés par le Praimfaya dont avait parlé ALIE dans la Cité des Lumières. Cet espace viable lui permet de vivre dans un certain confort, mais le manque de contact humain commence à se faire ressentir.
C'est alors qu'un beau jour, elle fait la connaissance de Madi, une très jeune Natblida ayant elle aussi survécu au Praimfaya. Celle-ci prend Clarke pour une Fleimkipa et la fuit. Mais petit à petit, elles finissent par s'apprivoiser, jusqu'à finir par vivre ensemble dans l'Eden. Clarke fait découvrir à Madi la culture Skaikru, lui apprend à parler la langue de Becca Pramheda et lui raconte les exploits de ses amis, notamment Skairipa, la commandante du Bunker. Mais un beau jour, tout leur monde s'écroule lorsque des prisonniers d'Eligius Corporation, l'entreprise ayant fondé ALIE, posent le pied à terre en Eden. Dirigés par la charismatique Charmaine Diyoza et les dangereux Robert McCreary et Zeke Shaw, ces Skaikru d'un autre temps semblent bien moins aptes à faire la paix que ne l'étaient les 100 à leur époque et Clarke se retrouve dans la situation inverse de celle qui était la sienne lors de son premier pas sur Terre : une innocente native qui est illégitimement chassée de son territoire, face à une redoutable armée. Ordonnant à Madi de se cacher, elle espionne ses nouveaux ennemis et constate un armement contre lequel elle ne pourra faire face seule. Madi est repérée par les Skaikru qui s'apprêtent à l'emmener à Charmaine, mais Clarke les assassine d'une balle dans la tête, prétextant « qu'il n'y a plus de bonnes personnes ».
Raven, Murphy, Emori, Monty, Harper, Bellamy et Echo ont eux aussi survécu dans l'espace où leurs relations ont beaucoup évolué. Après trois ans de mépris, Bellamy et Écho se sont rendu compte des sentiments réciproques qu'ils éprouvaient l'un pour l'autre, tandis qu'à l'inverse, entre Murphy et Emori, rien ne va plus. Le groupe manque de carburant et n'ont pas la possibilité de redescendre sur Terre pour retrouver Octavia et tous ceux qui se cachent dans le Bunker de Bill Cadogan. Mais lors d'une énième dispute entre Murphy et les autres membres du groupe, ils rencontrent une lueur d'espoir longuement attendue lorsqu' apparaît, au loin, derrière la baie vitrée, un autre vaisseau-mère : celui d'Eligius Corporation. Eux aussi voient atterrir la navette de prisonniers qui s'apprêtent à envahir le territoire de Clarke et Madi, mais espèrent de leur côté qu'ils pourront accéder au vaisseau-mère pour leur demander de l'aide et si possible, du carburant.

### Épisode 2:La Reine au sang rouge
- États-Unis : 1er mai 2018 sur The CW
- Canada : 2 mai 2018 sur Netflix
- France : 9 octobre 2018 sur Syfy France

- États-Unis : 1,02 million de téléspectateurs[15] (première diffusion)

- Jarod Joseph (Nathan Miller)
- Sachin Sahel (Eric Jackson)
- Adina Porter (Indra)
- Jessica Harmon (Niylah)
- Tati Gabrielle (Gaia)
- Kyra Zagorsky (Kara Cooper)
- Beckham Skodje (Ethan Hardy, jeune)
- St John Myers (Ethan Hardy)
- Barbara Beall (Brell)
- Anousha Alamian (délégué de Delphikru)

46 jours après Praimfaya, la vie en une communauté unie s'avère bien plus ardue qu'il n'y parait dans le bunker. Un conseil a été établi, composé d'Octavia, désormais appelée Osleya et d'un représentant de chaque ancien clan dont Kane et Indra qui tentent d'unifier les 1200 survivants et cela sans succès. Malheureusement, Octavia ne souhaite pas diriger Wonkru et elle peine à se montrer assez sévère pour que son peuple la suive. De plus, Gaia, représentant l'Ordre de la Flamme et donc la religion des Natifs, refuse d'accepter Octavia en tant que meneuse car elle porte les symboles des Commandants alors qu'elle n'est pas une Natblida.
Mais tout se précipite lorsque Marcus et Abby entendent taper à la porte du Bunker. Ça ne peut être que Clarke, puisqu'elle est la dernière Natblida en vie à connaître la localisation du bunker. Malheureusement, l'effondrement de la tour de Polis les empêche de lui ouvrir, leur faisant prendre conscience qu'ils sont tous bloqués à l'intérieur pour bien plus que cinq ans, ce qui risque de poser très rapidement un problème en termes de gestion de l'oxygène et de la nourriture, tout comme sur l'Arche.
Les membres de Skaikru sont les premiers à comprendre ce que cela va impliquer, puisqu'ils l'ont déjà vécu lorsqu'ils vivaient dans l'espace : Octavia va être contrainte d'envisager une réduction de la population, si elle espère faire survivre son peuple plus de cinq ans. Dirigés par Kara Cooper, la responsable de la ferme, certains survivants s'y barricadent en faisant Marcus et Abby prisonniers car ceux-ci s'opposaient à la rébellion et sont jugés responsable du partage du bunker avec les Clans.
Le reste de Skaikru, qui n'était pas présent lors du coup d'État est victime d'un massacre de la part des autres clans, lors de laquelle Thelonious est mortellement blessé. Le bunker sombre dans le chaos quand tous les clans se liguent les uns contre les autres dans la panique. Octavia décide de ne plus porter les symboles des Commandants et demande à Thelonious de désactiver le mécanisme de la porte car s'ils n'arrivent pas à entrer, ils mourront de la famine en quelques semaines. L'ancien chancelier exécute les ordres d'Octavia dans un dernier effort, et lui explique que la clef de la survie sur l'Arche était la lutte contre tous ceux qui rapprochaient le peuple de la mort et que si la même lutte était poursuivie par la commandante de Wonkru, cela permettrait au peuple de se trouver un ennemi commun et donc de mieux vivre ensemble.
Octavia parvient à la porte, occupée par les Natifs, et leur explique qu'ils peuvent faire partie de Wonkru ou alors devenir des ennemis de Wonkru mais qu'il leur faudra choisir leur camp. Ceux qui choisissent de lui faire face sont tour à tour tués par Octavia, établissant enfin le rapport de force dont elle a besoin pour diriger Wonkru, les autres se soumettant. Elle ouvre la porte, sauvant Marcus et Abby et capturant Kara Cooper et les autres meneurs de la rébellion dans l'objectif de juger tous les clans avec la même sévérité.
Le combat de Thelonious est terminé : il meurt, succombant à ses blessures. Gaia parvient à croire qu'Octavia est la personne qui ramènera Wonkru à la surface de la Terre, et lui conseille de porter le sang de ses ennemis en tant qu'armure. Octavia, se remémorant le livre que Bellamy lui lisait dans son enfance et suivant les conseils de Thelonious trouve une façon de souder les clans et de réduire la population en même temps pour permettre à Wonkru de vivre plus de cinq ans dans le bunker scellé. Dans la Rome Antique, les gladiateurs avaient l'opportunité de se battre pour faire valoir leur grâce. C'est la raison pour laquelle dans l'arène principale du Bunker seront organisés régulièrement des conclaves entre tous les prisonniers : le gagnant sauve sa vie et obtient sa réintégration à Wonkru, et les combats s'enchaînent jusqu'à ce qu'il n'y ait plus de prisonniers, considérés eux aussi comme les ennemis de Wonkru. Le premier combat a lieu et Kara Cooper parvient à tuer tous ses adversaires, elle devient la première personne à ressortir de l'arène.
- Départ de l'acteur Isaiah Washington

### Épisode 3:Cryo-sommeil
- États-Unis : 8 mai 2018 sur The CW
- Canada : 9 mai 2018 sur Netflix
- France : 16 octobre 2018 sur Syfy France

- États-Unis : 1,08 million de téléspectateurs[16] (première diffusion)

- Chelsey Reist (Harper McIntyre)
- Luisa D'Oliveira (Emori)
- Lola Flanery (Madi)
- Ivana Miličević (Charmaine Diyoza)
- William Miller (en) (Paxton McCreary)
- Jordan Bolger (Miles Shaw)
- Mike Kovac (Rabe)
- Elfina Luk (Rankin)

À bord de la navette, Bellamy et les autres abordent le vaisseau nommé Elegius IV. Ce vaisseau minier revient des confins de la galaxie selon Raven et l'équipage serait les descendants des prisonniers. Pendant qu'elle et Bellamy visionnent le journal de bord, Murphy, Monty et Echo, après avoir récupéré du carburant pour leur navette, découvrent une chambre cryogénique remplie de personnes. Ils se rendent tous compte que ce sont les prisonniers qui ont pris le contrôle du vaisseau il y a 100 ans et entamé le retour vers la Terre.
L'alarme ayant été déclenchée à leur arrivée, un prisonnier les attaque et ils parviennent difficilement à le vaincre. Monty veut retourner sur l'Arche où ils sont tous en sécurité.
Entendant à la radio les déboires de survivants dans la vallée face aux prisonniers, ils décident d'utiliser les prisonniers toujours cryogénisés comme moyen de pression, cependant l'un d'entre eux doit rester sur le vaisseau pour contrôler le système, c'est Raven qui se dévoue et convainc Bellamy au prétexte qu'il y a une nacelle de secours. Murphy choisit aussi de rester. Après le départ des autres, elle lui avoue que la nacelle n'existe pas.
Sur Terre, Clarke et Madi sont aux prises avec les prisonniers. Elles en éliminent deux de plus mais face aux armes lourdes, elles sont obligées de fuir. Clarke est capturée mais refuse de parler à Diyoza, la chef des prisonniers. Celle-ci, pour la faire craquer, donne l'ordre de tirer pour tuer les opposants. En effet, peu de temps après, elle cède, annonce qu'elles ne sont que deux à vivre dans la vallée et elle commence à expliquer à Dyioza et Shaw, son lieutenant comment la planète a été détruite. Cependant un message d'alerte survient, une patrouille a capturé cinq personnes. Dyioza fait torturer Clarke par McCreary pour lui avoir menti.
Peu de temps auparavant, la navette pilotée par Emori a atterri dans la vallée mais l'équipe de Bellamy est capturée par une patrouille ; Dyioza ordonne la mort de quatre d'entre eux pour équilibrer le score avec les morts provoquées par Clarke. Soudain, Madi intervient et les sauve tous, elle leur annonce que Clarke est vivante mais en grand danger.

### Épisode 4:La Boîte de Pandore
- États-Unis : 15 mai 2018 sur The CW
- Canada : 16 mai 2018 sur Netflix
- France : 16 octobre 2018 sur Syfy France

- États-Unis : 1,07 million de téléspectateurs[17] (première diffusion)

- Jarod Joseph (Nathan Miller)
- Sachin Sahel (Eric Jackson)
- Adina Porter (Indra)
- Tati Gabrielle (Gaia)
- Ivana Miličević (Charmaine Diyoza)
- William Miller (en) (Paxton McCreary)
- Jordan Bolger (Miles Shaw)
- Kyra Zagorsky (Kara Cooper)

### Épisode 5:Tempête de sable
- États-Unis : 22 mai 2018 sur The CW
- Canada : 23 mai 2018 sur Netflix
- France : 23 octobre 2018 sur Syfy France

- États-Unis : 940 000 téléspectateurs[18] (première diffusion)

- Jarod Joseph (Nathan Miller)
- Sachin Sahel (Eric Jackson)
- Chelsey Reist (Harper McIntyre)
- Adina Porter (Indra)
- Luisa D'Oliveira (Emori)
- Lola Flanery (Madi)
- Ivana Miličević (Charmaine Diyoza)
- William Miller (en) (Paxton McCreary)
- Jordan Bolger (Miles Shaw)
- Kyra Zagorsky (Kara Cooper)
- Mike Dopud (Michael Vinson)

### Épisode 6:L'Espionne
- États-Unis : 5 juin 2018 sur The CW
- Canada : 6 juin 2018 sur Netflix
- France : 23 octobre 2018 sur Syfy France

- États-Unis : 920 000 téléspectateurs[19] (première diffusion)

- Jarod Joseph (Nathan Miller)
- Chelsey Reist (Harper McIntyre)
- Luisa D'Oliveira (Emori)
- Jessica Harmon (Niylah)
- Tati Gabrielle (Gaia)
- Lola Flanery (Madi)
- Ivana Miličević (Charmaine Diyoza)
- William Miller (en) (Paxton McCreary)

Octavia apprend que Bellamy est en couple avec Echo. Elle propose un marché : si Echo espionne le camp adversaire pour son compte, Octavia reviendra sur son bannissement. Clarke, quant à elle, sait que la vraie nature de Madi peut lui être dangereuse ; en tant que sang d’Ébène, elle peut devenir la nouvelle Commandante. Elle tente alors de cacher l'origine de Madi mais Niylah et Gaia le découvrent.

### Épisode 7:Sacrifices
- États-Unis : 19 juin 2018 sur The CW
- Canada : 20 juin 2018 sur Netflix
- France : 30 octobre 2018 sur Syfy France

- États-Unis : 830 000 téléspectateurs[20] (première diffusion)

- Chelsey Reist (Harper McIntyre)
- Adina Porter (Indra)
- Tati Gabrielle (Gaia)
- Lola Flanery (Madi)
- Ivana Miličević (Charmaine Diyoza)
- Jordan Bolger (Miles Shaw)
- Kyra Zagorsky (Kara Cooper)
- St John Myers (Ethan Hardy)

Echo et les autres ayant fui le camp sont accueillis par Kane et Diyoza qui leur met à tous un collier autour du cou. Abby fait toujours face à son problème d'addiction tout en essayant de soigner les hommes de Diyoza. Madi commence son entraînement avec les jeunes Wonkru et sur les conseils de Clarke, cache son habileté au combat.
Alors que Monty vérifie la ferme du bunker, Clarke lui apporte la lettre de Jasper qui lui est destinée. Leur discussion est interrompue par l'arrivée de Cooper. Ils se cachent et tentent de découvrir ce qu'elle fait. Il s'avère que Cooper a ramené les vers du désert et qu'elle essaie de les multiplier. Horrifiée, Clarke en parle à Bellamy. Tous deux conviennent d'en discuter avec Indra. Quand elle est confrontée aux trois, Octavia leur révèle son plan ; utiliser les prochains qui fuiront le clan pour leur implanter des vers afin de tuer tous ceux qui vivent dans l'Eden. Bellamy lui dit que cela tuerait leurs amis qui y sont, ce à quoi Octavia lui répond que ce sont des "pertes acceptables".

### Épisode 8:Le Chemin vers la paix
- États-Unis : 26 juin 2018 sur The CW
- Canada : 27 juin 2018 sur Netflix
- France : 30 octobre 2018 sur Syfy France

- États-Unis : 730 000 téléspectateurs[21] (première diffusion)

- Jarod Joseph (Nathan Miller)
- Chelsey Reist (Harper McIntyre)
- Adina Porter (Indra)
- Luisa D'Oliveira (Emori)
- Lola Flanery (Madi)
- Ivana Miličević (Charmaine Diyoza)
- William Miller (en) (Paxton McCreary)
- Jordan Bolger (Miles Shaw)
- Kyra Zagorsky (Kara Cooper)
- Mike Dopud (Michael Vinson)
- Barbara Beall (Brell)

À Eden, Raven fait promettre à Echo d'épargner la vie de Shaw. De plus, elle découvre l'addiction d'Abby et comprend que la seule raison pour laquelle elle aide Diyoza, c'est parce que celle-ci lui fournit des pilules pour nourrir son addiction.
Murphy contacte Diyoza en lui révélant qu'il a capturé McCreary. Kane lui dit que Murphy n'est pas une personne digne de confiance. Diyoza dit alors à Murphy qu'il peut tuer McCreary si ça lui chante. Lorsque celui-ci se réveille, il est dégoûté d'apprendre que Diyoza l'a abandonné. Il élabore alors un plan où il retournerait au camp avec Murphy et Emori comme prisonniers. Cette dernière est réticente mais finit par accepter.

### Épisode 9:Sic Semper Tyrannis
- États-Unis : 10 juillet 2018 sur The CW
- Canada : 11 juillet 2018 sur Netflix
- France : 6 novembre 2018 sur Syfy France

- États-Unis : 890 000 téléspectateurs[22] (première diffusion)

- Jarod Joseph (Nathan Miller)
- Sachin Sahel (Eric Jackson)
- Adina Porter (Indra)
- Luisa D'Oliveira (Emori)
- Jessica Harmon (Niylah)
- Tati Gabrielle (Gaia)
- Lola Flanery (Madi)
- Ivana Miličević (Charmaine Diyoza)
- William Miller (en) (Paxton McCreary)
- Jordan Bolger (Miles Shaw)
- Mike Dopud (Michael Vinson)
- Barbara Beall (Brell)

À Shadow Valley, Emori, Echo, Raven et John discutent d'une stratégie à adopter pour survivre et remarquent qu'il y a deux camps : le camp de Diyoza et celui de McCreary, et qu'il suffit d'une étincelle pour qu'ils s'entretuent.
Pendant ce temps, on tente de soigner Octavia, en vain. Indra tente d'être imposée comme commandante de Wonkru, mais sans succès car ces derniers restent fidèles à Octavia. Gaia et Bellamy comprennent que Madi est la seule à pouvoir obtenir la paix, en dépit de l'avis de Clarke qui craint qu'Octavia ne tue la petite fille pour assurer sa position. Madi accepte de recevoir la Flamme. De son côté, Octavia commence à se réveiller et à aller mieux. Elle informe Indra que c'est son frère qui l'a empoisonnée mais Indra tue le garde qui veillait à la sécurité d'Octavia et endort Jackson pour laisser le temps à Madi de recevoir la flamme.
Pendant ce temps, Murphy a mis McCreary au courant du remède, tandis qu'Echo a averti Diyoza. Les deux camps se font face. Diyoza tente d'apaiser les tensions mais John décide de provoquer un incident pour qu'ils s'entretuent. Son plan fonctionne et la guerre civile au sein de Shadow Valley éclate.
Clarke essaie d'empêcher l'ascension de Madi avec l'aide d'Octavia mais sans succès et donc part avec Madi inconsciente ainsi que le soldat aux ordres d'Octavia. Ce soldat a ordre de tuer Clarke et Madi mais cette dernière qui s'est réveillée l'en dissuade, prouvant qu'elle est légitime en tant que commandante. Clarke l'oblige toutefois à s'enfuir, ne pouvant se résoudre à voir sa protégée en danger.

### Épisode 10:Préparez les guerriers!
- États-Unis : 17 juillet 2018 sur The CW
- Canada : 18 juillet 2018 sur Netflix
- France : 6 novembre 2018 sur Syfy France

- États-Unis : 855 000 téléspectateurs[23] (première diffusion)

- Jarod Joseph (Nathan Miller)
- Chelsey Reist (Harper McIntyre)
- Adina Porter (Indra)
- Tati Gabrielle (Gaia)
- Lola Flanery (Madi)
- William Miller (en) (Paxton McCreary)
- Erica Cerra (Becca)
- Mike Dopud (Michael Vinson)
- Barbara Beall (Brell)
- Kyra Zagorsky (Kara Cooper)

Octavia apprend que Wonkru est divisé : non seulement la moitié d'entre eux est hésitante à l'idée de traverser le désert et faire face aux tempêtes de sable, mais en plus ils ont entendu que Madi était devenue le nouveau commandant et préfèreraient la suivre. Afin de regagner en autorité, Octavia décide de refaire un combat en arène avec Bellamy, Indra et Gaia, les traîtres à Wonkru. S'inquiétant tout de même du sort de Bellamy, elle lui révèle les faiblesses d'Indra. De son côté, Monty a réussi à refaire fonctionner la ferme se situant dans le bunker et fait part de sa découverte à Octavia, mais cette dernière ne considère pas sa découverte suffisante.
Le combat dans l'arène a finalement lieu mais est interrompu par l'arrivée de Monty et Harper qui montrent à tout Wonkru que la guerre est inutile, la ferme fonctionnant de nouveau. Monty dit également qu'Octavia savait pour la ferme. Face au mécontentement général, Octavia brûle la ferme, obligeant alors Wonkru à la suivre en guerre pour l'Eden qui devient réellement la dernière source de nourriture.
À Eden, McCreary force Abby à le soigner en lui prenant sa drogue, mais cette dernière refuse. Elle tente de les faire parvenir par Winson. Arrêté en chemin, il se bat contre les gardes de McCreary et Abby profite de la confusion pour prendre la drogue.

### Épisode 11:L'Année obscure
- États-Unis : 24 juillet 2018 sur The CW
- Canada : 25 juillet 2018 sur Netflix
- France : 13 novembre 2018 sur Syfy France

- États-Unis : 852 000 téléspectateurs[24] (première diffusion)

- Jarod Joseph (Nathan Miller)
- Sachin Sahel (Eric Jackson)
- Chelsey Reist (Harper McIntyre)
- Adina Porter (Madi)
- Luisa D'Oliveira (Emori)
- Jessica Harmon (Niylah)
- Lola Flanery (Madi)
- Ivana Miličević (Charmaine Diyoza)
- William Miller (en) (Paxton McCreary)
- Jordan Bolger (Miles Shaw)
- Kyra Zagorsky (Kara Cooper)
- St John Myers (Ethan Hardy)
- Barbara Beall (Brell)

Madi et Clarke essaient de réanimer Abby quand McCreary arrive. Il passe un accord avec Clarke, ce que Madi - et Abby à son réveil - désapprouvent fortement. Abby finit par leur révéler ce qui s'est passé au bunker.
"L'année sombre" au bunker est arrivée environ deux ans après être entré dans le bunker. À la suite d'une infection dans la ferme, les plantes ne peuvent être consommées. Pour pallier le manque de protéines, Cooper leur dit que le cannibalisme est la seule solution. Octavia est contre mais, forcée par Abby, présente la situation actuelle et la solution à Wonkru. Elle est la première à consommer de la viande humaine. Une bonne partie de Wonkru refuse de s'exécuter avec Kane en tête. Abby dit à Octavia que la seule façon de forcer les gens à manger est de faire de leur refus un crime. Au repas, Octavia tire sur ceux qui refusent. Kane, afin d'éviter un massacre, mange de la viande humaine également, mettant fin à l'opposition des autres.
Après leur avoir révélé l'histoire, Abby se met à pleurer. Elle culpabilise pour ce qui est arrivé et pour ce qu'est devenue Octavia : Blodreina est la conséquence de cette année. Madi défend toutefois Octavia en disant qu'elle a fait ce qu'il fallait pour sauver son peuple, exactement comme Clarke au Mont Weather. Clarke est choquée de voir que Madi sait à propos de tout. Madi, énervée, commence à reprocher à Clarke d'avoir modifié les histoires qu'elle lui racontait pendant leurs 6 années passées ensemble ; Clarke est toujours celle qui a agi, pas ses amis. Clarke ne s'est jamais présentée en héros à Madi parce qu'elle n'en est pas une.
Dans une grotte, Raven, Echo, Murphy, Emori, Kane, Diyoza et Shaw se cachent et remarquent que les hommes de McCreary ne sont plus en chasse : ils se placent dans des endroits stratégiques. Ils en déduisent que McCreary sait que Wonkru arrive et que Clarke les a trahis. Ils contactent Bellamy pour lui faire part de la situation. Il décide de continuer tout de même le chemin, les rations de nourriture n'étant pas suffisantes pour faire marche arrière. Quand il révèle tout à Octavia, celle-ci s'énerve et accuse Bellamy d'être responsable du massacre qui arrive. Bellamy rétorque en disant que c'est de sa faute à elle, car elle a brûlé la ferme et ainsi forcé Wonkru à entrer en guerre.
Ceux qui sont cachés dans la cave cherchent un moyen pour faire parvenir Wonkru sans perte. Diyoza leur propose alors un plan qu'ils partagent avec Bellamy. Il fait jurer Octavia de ne pas tuer ceux qui se rendront et de partager les terres. Elle lui répond qu'ils ont le même but et qu'elle voudrait que cela se fasse sans guerre.

### Épisode 12:Damoclès, chapitre 1
- États-Unis : 31 juillet 2018 sur The CW
- Canada : 1er août 2018 sur Netflix
- France : 13 novembre 2018 sur Syfy France

- États-Unis : 882 000 téléspectateurs[25] (première diffusion)

- Jarod Joseph (Nathan Miller)
- Sachin Sahel (Eric Jackson)
- Chelsey Reist (Harper McIntyre)
- Adina Porter (Indra)
- Luisa D'Oliveira (Emori)
- Jessica Harmon (Niylah)
- Tati Gabrielle (Gaia)
- Lola Flanery (Madi)
- Ivana Miličević (Charmaine Diyoza)
- William Miller (en) (Paxton McCreary)
- Jordan Bolger (Miles Shaw)
- Mike Dopud (Michael Vinson)
- St John Myers (Ethan Hardy)
- Barbara Beall (Brell)

Wonkru arrive à la vallée et attend le signal pour attaquer. Cependant, une embuscade les attendait : Kane et Diyoza avaient bel et bien trahi Wonkru. Un véritable massacre a lieu.
En entendant les coups de feu, Clarke est convaincue d'avoir fait le bon choix, au contraire de Madi, qui tente de s'échapper pour aider Wonkru. Elle se fait arrêter par Clarke. La nuit, alors que Madi dort, Echo, Raven, Murphy, Shaw et Emori viennent la prendre afin de l'amener à Wonkru ; ils savent qu'avec l'échec cuisant d'Octavia dans la vallée, Madi est le seul moyen d'unifier Wonkru pour poursuivre la guerre. Cependant, avant d'avoir pu partir, Clarke arrive et les menace d'une arme. Ils se rendent compte, trop tard, que le talkie-walkie de Clarke était allumé et que McCreary sait qu'ils sont là. McCreary prend Shaw et Raven, les deux seuls pouvant piloter et enclencher les missiles. Echo est laissée avec Clarke afin qu'elles discutent.
Echo reproche à Clarke d'avoir trahi Bellamy, deux fois, tandis que Clarke est soulagée d'apprendre qu'il est en vie. Mais elle maintient qu'il méritait ce qu'il lui arrive pour avoir donné la Flamme à Madi. Clarke dit que pour les Commandants, l'amour n'est qu'une faiblesse. Madi consent mais fait part d'une exception : il y a une Commandante qui ne considère pas l'amour comme une faiblesse. Madi révèle que Lexa aimait Clarke et que cette dernière lui montre un même souvenir : le moment où elle a trahi Clarke au Mont Weather. Clarke lui dit que Lexa l'a trahi pour protéger son peuple, et que c'est exactement ce qu'elle est en train de faire. Mais Madi la contredit : Lexa lui montre ce souvenir parce que son seul regret, c'est d'avoir trahi Clarke ce jour-là. Les larmes aux yeux, Clarke finit par reconnaître qu'elle a eu tort et elle aide Echo à se libérer en tuant les deux gardes de McCreary. Elle se tourne vers Madi et lui dit qu'elle aimait énormément Lexa mais que cet amour n'est rien comparé à celui qu'elle lui porte. Madi part alors avec Echo tandis que Clarke décide de rester afin d'empêcher le vaisseau de décoller.

### Épisode 13:Damoclès, chapitre 2
- États-Unis : 7 août 2018 sur The CW
- Canada : 8 août 2018 sur Netflix
- France : 13 novembre 2018 sur Syfy France

- États-Unis : 990 000 téléspectateurs[26] (première diffusion)

- Jarod Joseph (Nathan Miller)
- Sachin Sahel (Eric Jackson)
- Chelsey Reist (Harper McIntyre)
- Adina Porter (Indra)
- Luisa D'Oliveira (Emori)
- Tati Gabrielle (Gaia)
- Lola Flanery (Madi)
- Ivana Miličević (Charmaine Diyoza)
- William Miller (en) (Paxton McCreary)
- Jordan Bolger (Miles Shaw)
- Shannon Kook (Jordan)
- Barbara Beall (Brell)

Wonkru est divisé en deux, ceux qui veulent poursuivre la guerre et restent fidèles à Octavia alors que les autres la rejettent. Le van arrive et Madi en descend. Octavia porte allégeance à Madi, réunifiant de nouveau Wonkru qui se prépare à retourner en guerre.
Raven et Shaw ont réussi à retirer leur collier grâce à l'aide de Clarke. Celle-ci arrive avec Diyoza en prisonnière, pointant une arme vers son ventre afin d'avoir un moyen de pression sur McCreary. Celui-ci trouve dans le carnet de Diyoza le code de lancement du missile nucléaire : il déclare que s'il ne peut avoir Eden, alors personne ne l'aura, et lance une ogive nucléaire sur la Vallée, la rendant inhabitable. Clarke lui tire dessus et le frappe au visage jusqu'à ce que mort s'ensuive.
Wonkru est arrivé au campement et l'armée de McCreary se rend. Alors que Madi veut les exécuter, Bellamy intervient et lui dit qu'elle a le choix entre les tuer par vengeance ou arrêter le cycle. Elle décide de les épargner. C'est alors que l'alarme retentit ; Clarke leur demande de se dépêcher et de se rendre au vaisseau afin de fuir la Terre : un missile nucléaire va tout détruire dans une dizaine de minutes.
La partie de Wonkru qui était restée près du Bunker est en chemin et reçoit également le message de Clarke. Tous se précipitent mais Murphy, blessé, veut rester, puisqu'il retarde tout le monde. Emori refuse de l'abandonner. Monty décide alors de le porter sur ses épaules, refusant de laisser un autre de ses amis mourir.
Tous courent vers le vaisseau où Clarke les attend. Elle ne veut pas que l'armée de McCreary monte à bord mais est convaincue par Bellamy et Madi. Alors qu'il ne reste que quelques minutes, Monty, Emori et Murphy ne sont toujours pas là. Bellamy et Madi continuent de les attendre avec Clarke, qui attend au niveau des portes du vaisseau. Madi demande à Bellamy d'arrêter d'en vouloir à Clarke. Alors qu'il est hésitant, Madi lui révèle que Clarke l'a appelé tous les jours, inlassablement, pendant les 6 années qui se sont passées après le deuxième Praimfaya. Bellamy, touché, se tourne quelques secondes pour regarder Clarke. Raven leur dit qu'il ne reste que quelques secondes et que s'ils refusent de fermer la porte manuellement, elle le fera elle-même. Monty finit par arriver, portant Murphy avec Emori qui les suit. Clarke, Madi et Bellamy s'empressent de les aider et ils réussissent à entrer dans le vaisseau pile à temps.
Dans l'espace, tous essaient de se reposer. Bellamy dit à Clarke qu'il n'y a pas assez de ressources pour tout le monde et qu'il va falloir décider du sort de chacun. Il passe ensuite devant Octavia mais ne fait rien. Diyoza vient s'asseoir à côté d'elle et lui parle. Elle lui dit que son erreur a été d'aimer le pouvoir, et que c'est ce qui a causé leur perte. Octavia avoue qu'Eden n'avait aucune chance, vu que deux serpents s'y étaient introduits.
Bellamy et Clarke rejoignent leurs amis pour discuter de la suite. Ils décident de tous se faire cryogéniser, le temps que la Terre redevienne habitable. Avant de cryogéniser sa sœur, Bellamy lui avoue qu'une partie de lui l'aimera toujours, mais que l'autre ne peut se résoudre à lui pardonner.
Clarke se réveille en première et regarde autour d'elle. Seule une autre capsule s'ouvre : celle de Bellamy. Leurs retrouvailles sont interrompues avec l'arrivée d'un jeune homme. Il s'agit de Jordan, le fils de Monty et Harper. Clarke et Bellamy comprennent que leurs amis ne se sont pas cryogénisés. Jordan leur dit que cela fait 125 ans qu'ils dormaient avant de les conduire voir un message de leurs parents.
- Départ de l'acteur Christopher Larkin et de l’actrice Chelsey Reist